# Mechthild Bach (Medizinerin)
Mechthild Bach (* 30. November 1949 in Wuppertal; † 24. Januar 2011 in Bad Salzdetfurth) war eine promovierte deutsche Internistin, die wegen vorsätzlicher Tötung von Patienten angeklagt wurde und sich während des Strafprozesses selbst tötete.

## Leben und Wirken
Die Internistin Dr. med. Mechthild Bach behandelte mehr als 20 Jahre lang in der Paracelsus-Klinik in Langenhagen als Belegärztin einer Krebsstation zahllose Patienten, darunter viele chronisch Kranke und solche, die als austherapiert galten. Auf einer solchen Station liegt eine überdurchschnittlich häufige Verordnung von Beruhigungs- und Schmerzmitteln nahe, und dies war auch hier gegeben. Allerdings sahen Kontrolleure der Krankenkassen – im Zuge von Ermittlungen wegen Verdachts des Abrechnungsbetrugs gegen andere Ärzte – diese hohen Verordnungsmengen im konkreten Fall als unplausibel an und gingen ihnen genauer nach.
Bach wurde nach Strafanzeige der AOK Niedersachsen in 78 Fällen von der Staatsanwaltschaft Hannover im Mai 2003 angeklagt, in der Paracelsus-Klinik in Langenhagen zwischen 2001 und 2003 insgesamt acht Krebspatienten (später erweitert auf 13) durch überhöhte Dosen von Morphium und Diazepam getötet zu haben. Bach bestritt stets diese Vorwürfe. Sie kam zeitweilig in Untersuchungshaft und bekam im Juli 2003 von der Bezirksregierung Hannover die Approbation entzogen, obwohl sich die Ärztekammer Niedersachsen vor sie stellte. Bach arbeitete jedoch im Gesundheitsbereich weiter: Statt mit Krebsbehandlung befasste sie sich nach einer Ausbildung als „Präventologin“ in Bad Salzdetfurth mit Krebsvorbeugung.
Gutachter auf Seiten der Staatsanwaltschaft war der Bochumer Schmerzmediziner Michael Zenz, der ihr vorwarf, die Grundlagen der Tumorschmerztherapie überhaupt nicht zu beherrschen. Von indirekter Sterbehilfe, wie sie in Deutschland erlaubt ist, könne deshalb keine Rede sein. Auch seien die Krankenakten unzureichend geführt worden.
Im ersten Prozess (Vorsitzender Richter: Bernd Rümke) wurde in acht Fällen Anklage erhoben; dieser Prozess wurde wegen einer Erkrankung des Richters abgebrochen. Im zweiten Prozess (Vorsitzender Richter: Wolfgang Rosenbusch) kam eine weitere Anklage wegen fünf weiterer Tötungen hinzu. Das Gutachten dazu stellte Zenz erst im April 2009 fertig – fünfeinhalb Jahre nach seiner Beauftragung. Die Verteidigung kritisierte diesen Zeitverzug und monierte, es wäre die Pflicht des überlasteten Gutachters gewesen, den Auftrag an die Staatsanwaltschaft zurückzugeben. Stattdessen habe Zenz Eigeninteressen über das verfassungsmäßige Recht der Angeklagten auf ein zügiges Verfahren gestellt.
Für die Deutsche Stiftung Patientenschutz ging es in diesem Fall nicht um Sterbehilfe, denn die setze einen entsprechenden Willen des Patienten voraus: 
„Entscheidend ist nicht, was der Arzt meint, sondern der Patient will. Handelt der Arzt ohne Zustimmung, stellt sich nur noch die Frage: Totschlag oder Mord?“
Verteidigt wurde Bach zunächst von dem Medizinrechtler Klaus Ulsenheimer, dann von Matthias Waldraff und Albrecht-Paul Wegener. Die Behandlung habe ausschließlich der Schmerzlinderung gedient, beteuerte Bach bis zuletzt. Die Verteidigung monierte, dass entlastende Gutachten (u. a. von Rafael Dudziak, dem langjährigen Ordinarius für Anästhesiologie der Frankfurter Universitätsklinik), die ihr erster Anwalt schon weit vor Prozessbeginn vorgelegt hatte, von dem Berichterstatter Frank Bürger und seinen Kollegen bei der Zulassung der Anklage ignoriert worden seien. Verteidiger Wegener stellte Befangenheitsanträge gegen drei Ärzte niedersächsischer Krankenkassen, die die Ermittlungen gegen Bach auch als Gutachter unterstützt hatten. Nach höchstrichterlicher Rechtsprechung dürfe ein Privatgutachter einer Versicherung nicht zugleich als Sachverständiger vor Gericht auftreten.
Die Medizinerin verteidigte sich im Oktober 2009 erstmals öffentlich: 
„Die Therapie war in jedem der 13 Fälle medizinisch indiziert. In keinem der 13 Fälle habe ich die letzte Lebenszeit meiner Patienten durch Morphium verkürzt.“
Waldraff sagte während des Prozesses 2010: 
„In keinem dieser Fälle sehe ich den Vorwurf bestätigt, dass Frau Dr. Bach vorsätzlich gehandelt hat.“
Nachdem der Vorsitzende der zuständigen Kammer des Landgerichts Hannover erklärt hatte, dass in zweien der Todesfälle auch eine Verurteilung wegen Mordes in Betracht komme (ärztliche Indikation und ärztliche Aufklärung bei einwilligungsfähigen Patienten lagen nicht vor, so dass der Tatbestand der Heimtücke erfüllt sei), nahm sich Bach durch eine Überdosis Morphium das Leben.
Waldraff und einer von Bachs langjährigen Patienten führten den Trauerzug bei ihrer Beisetzung an.

## Auswirkungen auf die Palliativmedizin
Angesichts der Verhaftung Bachs im Jahr 2004 reagierten Ärzte in ganz Deutschland verunsichert. Der Aachener Schmerzspezialist Lukas Radbruch berichtete von Medizinern, die ihn besorgt angerufen und gefragt hatten, was sie noch tun dürften und was nicht. „Der Fall Bach wirft uns um zehn Jahre zurück“, klagte Radbruch damals. Im Januar 2011 fragte der Humanistische Verband Deutschlands besorgt: „Wenn Gefängnis droht – wer soll noch hinreichend Morphin verordnen?“

## Mediale Rezeption
Sonja Fröhlich kommentierte in der Hannoverschen Allgemeinen Zeitung vom 19. Januar 2011, es gehe um „selbstbestimmtes Sterben“, was Bach durch fehlende Information unmöglich gemacht habe; das sei eine „Infantilisierung der Patienten“: „Mechthild Bach sagt, sie wollte ihre Patienten in Würde sterben lassen. Doch ohne Aufklärung gibt es kein Sterben in Würde.“
Das NDR Fernsehen zeigte am 2. November 2011 die Dokumentation Der Fall Mechthild Bach.
Der Fall war außerdem Thema der 193. Folge des Podcasts Mordlust, die am 2. April 2025 veröffentlicht wurde und den Titel Eine Überdosis Justiz trägt.